# Els Decottenier
Els Decottenier née le 7 septembre 1968 à Zwevegem, est une cycliste belge.

## Palmarès sur route
- 1994
  - Meulebeke
  - Oudenburg
  - Hennuyères
  - Wortegem-Petegem
- 1995
  -  Championne de Belgique sur route
  - Wervik
  - Maarkedal
- 1996
  - Erondegemse Pijl, GP Geert Gillis
- 1997
  - 2e du championnat de Belgique sur route
- 1999
  - 2e du championnat de Belgique du contre-la-montre
  - 3e du championnat de Belgique sur route